# Траса Кладі
Траса Кладі (англ. Clady Circuit) — колишня гоночна траса, розташована в графстві Антрім, Північна Ірландія. Проходить по шосейним дорогам загального призначення. Використовувалася для гонок чемпіонату світу з шосейно-кільцевих мотоперегонів MotoGP — Гран-Прі Ольстеру у 1949–1952 роках.

## Історія
Вперше траса Кладі була використана у 1922 році. Вона проходила по дорогам загального користування в околицях міжнародного аеропорту Белфаста. Довжина траси становила 20 миль.
Під час Другої світової війни змагання на трасі не проводились, але вже у 1947 році на Кладі відбулись чергові гонки. Щоправда довжину кола для цього довелось скоротити до 16,5 миль.
У 1949 році, коли було започатковано чемпіонат світу серії Гран-Прі, в який було включено Гран-Прі Ольстеру, а разом із ним — і Кладі.

### Аварії
Загалом на трасі Кладі загинуло щонайменше сім гонщиків. Найбільш серйозна аварія трапилася 15 серпня 1951 року, коли під час вільної практики Гран-Прі Ульстеру загинули 2 гонщики команди Moto Guzzi: Санте Джеміньяні та Джанні Leoni, ще один, Енріко Лоренцетті, зазнав травм. Вони троє їхали групою. Після кількох кіл Джеміньяні та Лоренцетті заїхали в бокси для заміни мотоциклів, тоді як Леоні продовжив свій рух по трасі. Через деякий час останній помітив відсутність колег та вирішив повернутись назад щоб подивитись, що трапилось. Він розвернувся та поїхав проти напрямку руху. Тим часом Джеміньяні та Лоренцетті, покинувши бокси, вирушили на трасу для подальшого руху. Через деякий час вони зустріли Леоні, відстань між ними була невеликою і Джеміньяні не вдалось уникнути зіткнення. Санте та Леоні зіткнулись лоб-в-лоб, їхня швидкість, за оцінками, становила приблизно 100 км/год. Лоренцетті, який їхав на відстані близько 100 метрів позаду, теж не уникнув зіткнення, проте встиг зменшити швидкість. Санте Джемньяні при зіткненні підлетів у повітря та пролетів приблизно 40 метрів від місця аварії, загинувши миттєво. Джанні Леоні зміг піднятись на мить, але відразу ж впав без свідомості та помер у той же день у лікарні в Белфасті; Енріко Лоренцетті відбувся незначними травмами.